# Ново-Паново (Костромская область)
Ново-Паново — деревня в Красносельском районе Костромской области. Входит в состав Прискоковского сельского поселения.

## География
Находится в юго-западной части Костромской области на расстоянии приблизительно 11 км на восток по прямой от районного центра поселка Красное-на-Волге.

## История
Известна с 1897 года, в 1907 году здесь было отмечено было 8 дворов.

## Население
Постоянное население составляло 100 человек (1897 год), 162 (1907), 12 в 2002 году (русские 100 %), 10 в 2022.